# Solbiate Arno
Solbiate Arno – miejscowość i gmina we Włoszech, w regionie Lombardia, w prowincji Varese.
Według danych na rok 2004 gminę zamieszkiwało 4026 osób, 1342 os./km².